# José Ignacio Conde-Ruiz
José Ignacio Conde-Ruiz (nacido el 5 de julio de 1969 en Madrid, España) es un economista español. Actualmente es Catedrático de Fundamentos del Análisis Económico en la Universidad Complutense de Madrid, y subdirector de la Fundación de Estudios de Economía Aplicada (Fedea). 

## Biografía
Nació en Madrid. Allí estudió y se licenció en Ciencias Económicas en la Universidad Autónoma. Obtuvo su doctorado en Economía en la Universidad Carlos III de Madrid, obteniendo Premio Extraordinario. A propuesta del Ministerio de Trabajo y de la Seguridad Social ha formado parte del Comité de Expertos encargado de desarrollar del factor de sostenibilidad de las pensiones en el año 2013.
Es miembro del Foro de Expertos del Instituto Aviva. También ha trabajado en la Oficina Económica del Presidente del Gobierno como director general de Política Económica (2008-2010) y como consultor externo del Banco Mundial. Ha realizado trabajos de investigación y docencia en la Universitat Autònoma de Barcelona, en el European University Institute de Florencia, en la Università Bocconi en Milán y en la Universitat Pompeu Fabra.[cita requerida]
Sus áreas de investigación son la economía política, la economía pública (mercado de trabajo y sistema de pensiones) y la macroeconomía. Su investigación ha sido publicada en revistas académicas como Review of Economic Studies, Journal of the Europeran Economic Association, Journal of Public Economics, Economic Theory, The Economic Journal y Review of Economic Dynamics.[cita requerida]

## Otras aportaciones
Además de sus publicaciones como académico, José Ignacio Conde-Ruiz ha escrito diversos artículos en la prensa nacional y ha participado en diferentes tertulias y programas televisivos. Es autor del libro Qué será de mi pensión publicado en 2014 y coautor del libro Economía de Urgencia. Es Editor del Blog nadaesgratis.